# لازلو نيميس

لازلو نيميس هو مخرج أفلام وكاتب مجري ولد في 18 فبراير 1977.

## روابط خارجية
- لازلو نيميس على موقع IMDb (الإنجليزية)
- لازلو نيميس على موقع الموسوعة البريطانية (الإنجليزية)
- لازلو نيميس على موقع مونزينجر (الألمانية)
- لازلو نيميس على موقع ألو سيني (الفرنسية)
- لازلو نيميس على موقع أول موفي (الإنجليزية)
- لازلو نيميس على موقع قاعدة بيانات الأفلام السويدية (السويدية)
- لازلو نيميس على موقع قاعدة بيانات الفيلم (الإنجليزية)
- لازلو نيميس على موقع كينوبويسك (الروسية)